# Yōta Akimoto
Yōta Akimoto (japanisch 秋元 陽太 Akimoto Yōta; * 11. Juli 1987 in der Präfektur Tokio) ist ein ehemaliger japanischer Fußballspieler.

## Karriere
Akimoto erlernte das Fußballspielen in der Jugendmannschaft von Yokohama F. Marinos. Hier unterschrieb er 2006 auch seinen ersten Profivertrag. Der Verein aus Yokohama spielte in der höchsten japanischen Liga, der J1 League. Für Yokohama absolvierte er fünf Erstligaspiele. 2012 wechselte er nach Matsuyama zum Zweitligisten Ehime FC. Für den Verein stand er 83-mal auf dem Spielfeld. 2014 wechselte er zum Ligakonkurrenten Shonan Bellmare. 2014 wurde er mit dem Verein Meister der zweiten Liga und stieg in die erste Liga auf. Für den Verein absolvierte er 76 Ligaspiele. 2016 wechselte er zum Ligakonkurrenten FC Tokyo. Für den Verein absolvierte er 34 Erstligaspiele. 2017 kehrte er zum Zweitligisten Shonan Bellmare zurück. 2017 wurde er mit dem Verein Meister der zweiten Liga und stieg in die erste Liga auf. 2018 gewann er mit dem Verein den J.League Cup. Für den Verein absolvierte er 106 Ligaspiele. 2020 wechselte er auf Leihbasis zum Zweitligisten FC Machida Zelvia. Nach einer Saison wechselte er im Januar 2021 ebenfalls auf Leihbasis zu seinem ehemaligen Verein Ehime FC. Am Saisonende belegte er mit Ehime den 20. Tabellenplatz und stieg in die dritte Liga ab. Für den Klub stand er 20-mal in der zweiten Liga zwischen den Pfosten.
Am 1. Februar 2022 beendete Yōta Akimoto seine Karriere als Fußballspieler.

## Erfolge
Shonan Bellmare
- J2 League: 2017  ▲
- J.League Cup: 2018